# Медицинска школа „Надежда Петровић”
Медицинска школа „Надежда Петровић” је средња школа основана 1958. године. Налази се у Земуну, у улици Наде Димић 4.

## Историјат
Школа је почела са радом 10. октобра 1958. године, као Средња медицинска школа, уписом 60 ученика у два одељења првог разреда, 55 ученица и пет ученика. Наредних пет година школа није имала своје просторије, а одељења су била размештена по здравственим установама у Београду. Услови за рад су били тешки, а после шест година рада школа је имала деветнаест одељења и тада је добила део школског простора основне школе „Нада Димић” у Земуну, где се и данас налази.
Школске 1968/69. школа је имала шест кабинета, библиотеку са преко 3000 књига, фискултурну салу, салу за пројекције, салу за конференције, приредбе и игралиште. Тада су оформљени кабинети за негу болесника, педијатрију, анатомију са физиологијом, за микробиологију, биохемију и за здравствено посвећивање. Ученици су практичну наставу имали у Земунској болници и у КБЦ Звездара. Током прве деценије рада, школа се развила од два до двадесет и два одељења, односно тридесет и два, рачунајући и одељења Вечерње школе. Током рада школа је имала акције добровољног давања крви, бројне секције и семинаре везане за медицинску струку из области педагогије и дидактике.
До 1972. године школа је образовала медицинске сестре — техничаре и болничаре, а данас образује и козметичке техничаре.

## Школа данас
У оквиру школе постоје два кабинета за школску негу, кабинет за прву помоћ, кабинет за козметологију, естетску негу и масажу. У оквиру школске библиотеке данас се налази око 15000 књига. Данас школа има око хиљаду ученика, а у њој је омогућено образовање за следеће стручне профиле:
- Медицинска сестра — техничар, четворогодишње образовање
- Козметички техничар, четворогодишње образовање
- Козметички техничар — оглед, четворогодишње образовање
- Здравствени неговатељ, трогодишње образовање
- Медицинска сестра — техничар за инструментирање - инструментар-ка, специјализација (пети степен)
- Медицинска сестра — техничар за анестезију, реанимацију и интензивну негу, специјализација (пети степен)
- Медицинска техничар за рад у трансфузији крви, специјализација (пети степен).